# Propagação troposférica
A propagação troposférica (do inglês tropospheric ducting, mas facilitando a expressão tropo), vindo da palavra "troposférica", uma das camadas que compõem a atmosfera pela influência da meteorologia impulsionam as ondas de rádio a propagar pelo espaço chegando a superfície terrestre. Associado na maioria das vezes ao anticiclone e em dias de temperaturas altas, característica do verão, onde ocorre mais frequentemente, mas regular ou fraco em outras estações do ano. O nevoeiro auxilia a formação da propagação de sinais, fazendo alterações na atmosfera, porém a orografia, ou seja, a constituição montanhosa com altitudes relativamente altas, é um obstáculo para esse fenômeno natural. A umidade do ar também é um fator importante, para a condição deste duto troposférico, as ondas eletromagnéticas.

## Efeitos emGPS
Em satélites artificiais, por eles estarem presentes na troposfera. Em relação a um nível de ângulo muito pequeno, porém elevados, analisadas pelo método de óptica geométrica e de óptica física.

## Índice de refração datroposfera
O termo refração define-se à propriedade que um meio tem de fazer curvaturas na trajetória de uma onda eletromagnética que passa por ele. Para medir a quantidade de refração deve se calcular o índice de refração de fase, n = c/v, onde c é a velocidade de propagação no espaço livre e v a velocidade da onda no meio referida. Para a troposfera que não é um meio magnético, o índice de refração é dado por n = (εr)1/2 onde εr é a permissividade relativa do meio.